# Malcontents (France)
Pour les articles homonymes, voir Malcontents.

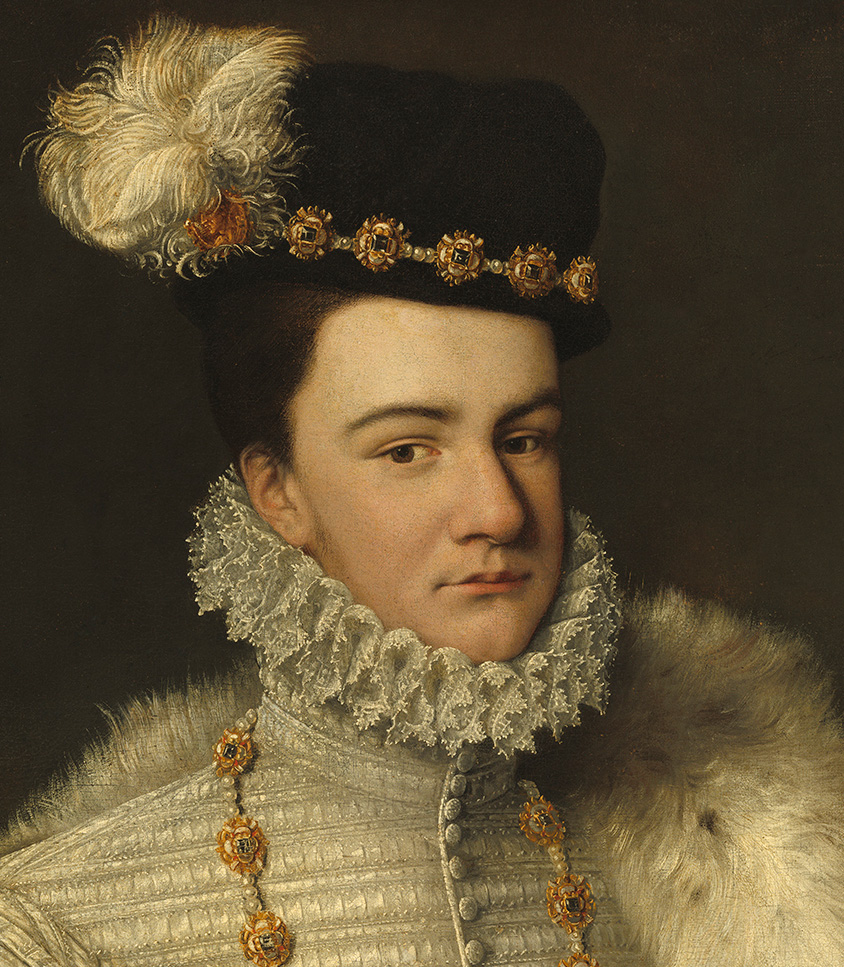
François d'Alençon, dont les complots sont à l'origine du mouvement des malcontents.

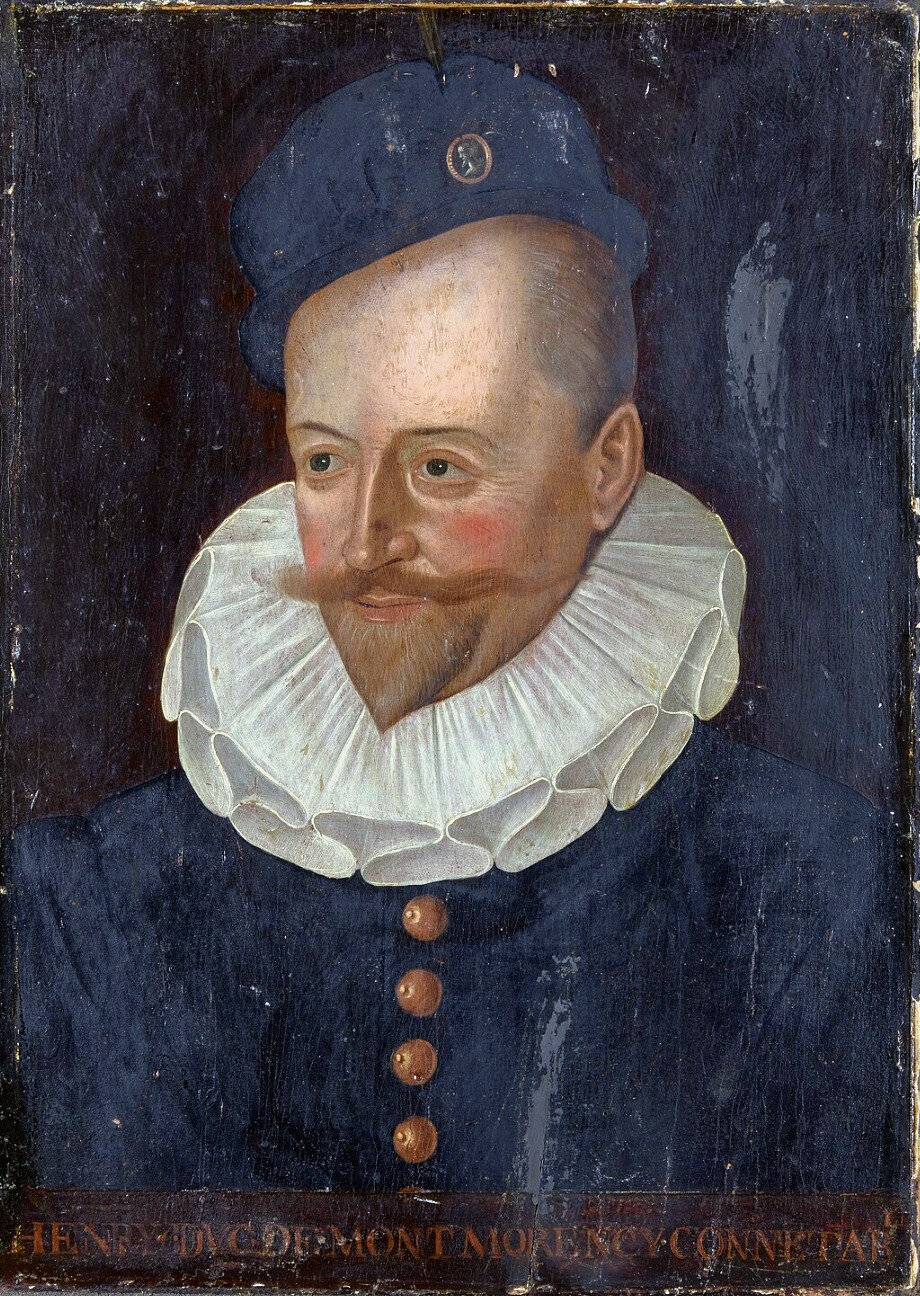
Montmorency-Damville, un des chefs catholiques de la conjuration.

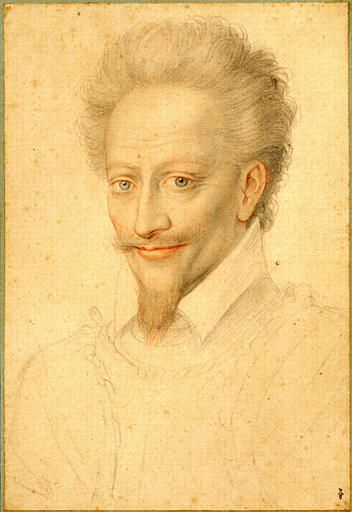
Henri de Condé, un des chefs protestants de la conjuration.

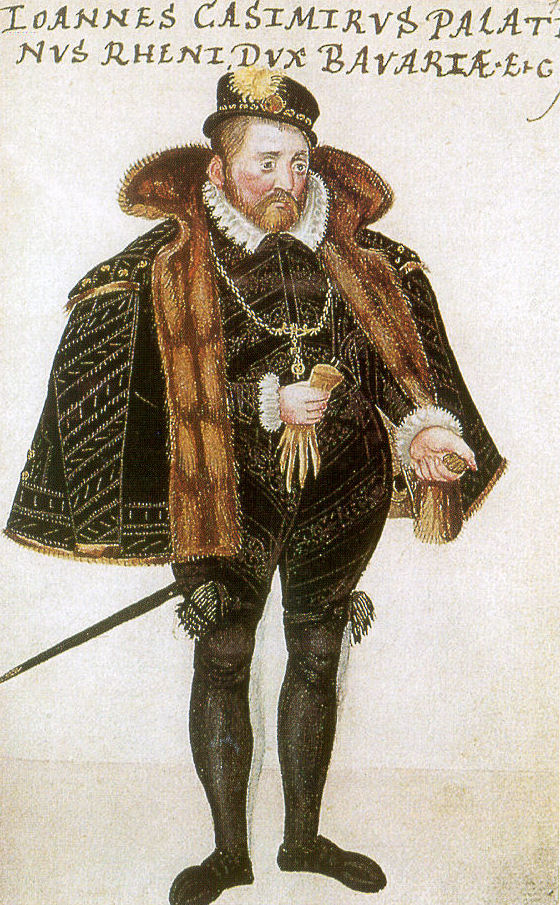
Jean Casimir de Bavière, allié des conjurés.

Le parti des malcontents regroupait, lors de la cinquième guerre de Religion (1574 – 1576), les gentilshommes opposés à la politique d'Henri de Valois, duc d'Anjou, devenu roi sous le nom d'Henri III.
Cette faction, qui s'allia aux huguenots, dépassait cependant les antagonismes religieux et regroupait, derrière les ambitions de François d'Alençon, l'ensemble des grands féodaux catholiques et protestants opposés à l'évolution absolutiste d'un pouvoir royal partial ou, plus généralement, déçus (malcontents) de l'attitude de ce pouvoir à leur égard.

## Revendications politiques
Les malcontents, issus des plus hautes familles nobles (Montmorency, Bourbon), étaient opposés à la création d'une nouvelle noblesse de Cour composée des gentilshommes ou aventuriers italiens de la suite de Catherine de Médicis (comme Birague ou Sardini).
Ils luttaient surtout contre la mise en place d'une monarchie absolue qui ne respectait pas leurs libertés traditionnelles, politiques comme religieuses, ce qui justifiait leur alliance avec les réformés.
Leur idéal politique consistait en une monarchie mixte, où le pouvoir aurait été partagé entre le Roi, le Conseil (où entreraient de droit les grands féodaux) et les états généraux (qui représentaient le peuple), réalisant ainsi la synthèse idéale entre monarchie, aristocratie et démocratie.

## Chefs

### Catholiques
- François d'Alençon, frère d'Henri III, qui ne supportait pas sa mise à l'écart du pouvoir et contestait la légitimité de son aîné, ce dernier ayant été élu roi de Pologne en 1574 ;
- Henri de Montmorency-Damville, commandant général de Dauphiné, Provence, Languedoc et Guyenne, destitué en juin 1574, dont le frère François avait été emprisonné après le complot La Môle et Coconas ;
- Guillaume de Montmorency-Thoré, frère du précédent.

### Protestants
- Henri de Condé, qui avait été retenu sous surveillance à la Cour et forcé d'abjurer sa foi protestante après la Saint-Barthélemy ;
- Henri de Navarre (futur Henri IV), cousin du précédent, rejoignit le mouvement pour les mêmes raisons.

### Allié étranger
- Jean Casimir de Bavière, prince palatin, sympathisant de la cause protestante.

## Bilan
Premier grand mouvement de contestation de l'absolutisme, plus de 70 ans avant la Fronde, la conjuration du parti des malcontents fut couronnée de succès par l'édit de Beaulieu, qui accorda des avantages territoriaux et financiers aux chefs des conjurés ainsi qu'une liberté de culte presque illimitée aux protestants.
Mais cette victoire fut éphémère : les concessions considérables de l'édit de Beaulieu suscitèrent contre elles la constitution d'une puissante Ligue catholique, qui prit bientôt le dessus.
De plus, la réconciliation des malcontents catholiques avec le roi ainsi que la rivalité entre Condé et Navarre, chefs des malcontents protestants, mirent fin au mouvement.

## Chronologie
En 1574, François d'Alençon, de concert avec plusieurs princes placés sous la surveillance de la Cour depuis la Saint-Barthélemy, fomente plusieurs complots pour s'imposer comme successeur de son frère Charles IX, gravement malade, aux dépens de son autre frère aîné, le duc d'Anjou (futur Henri III) (février – avril). Condé puis Montmorency-Damville, alors en disgrâce, rejoignent le mouvement et sont élus à la tête des huguenots, marquant ainsi la jonction entre le parti protestant et celui des malcontents. Cette jonction est concrétisée par un traité signé à Nîmes au mois de janvier suivant et complétée par l'apport des politiques.
En 1575, François fuit la cour et prononce à Dreux un discours justifiant sa sédition au nom du bien public (15 – 18 septembre). Le mois d'après, les conjurés subissent un revers à Dormans, où le duc Henri de Guise défait les reîtres allemands commandés par Montmorency-Thoré. Sans être une défaite décisive pour les malcontents, ce revers contraint François à accepter la trêve de Champigny (21 novembre). Les conjurés bénéficient cependant du renfort de l'armée du prince palatin Jean Casimir, qui entre dans le royaume au mois de décembre et ravage la Lorraine et la Bourgogne.
1576 voit l’évasion d'Henri de Navarre, qui retourne au calvinisme (2 – 5 février). Sous la menace d'un siège de Paris par les conjurés et les troupes palatines, le roi et Catherine de Médicis font d'importantes concessions : l'édit de Beaulieu, qui octroie à François un apanage comprenant les duchés d'Anjou, d'Alençon, de Touraine et de Berry, incite Monsieur à rejoindre le camp royal (mai).
En avril 1577, Henri III, qui ne parvient pas à placer les ligueurs catholiques sous son contrôle, se réconcilie avec Montmorency-Damville.
La nouvelle évasion de François d'Anjou, le 14 février 1578, est sans conséquence grave pour le roi, son frère se concentrant désormais sur ses prétentions aux Pays-Bas.